# Anvaing
Anvaing is een dorp in de Belgische provincie Henegouwen en een deelgemeente van de Waalse gemeente Frasnes-lez-Anvaing.
Anvaing was een zelfstandige gemeente voordat ze bij de gemeentelijke herindeling van 1977 toegevoegd werd aan de gemeente Frasnes-lez-Anvaing.
In het dorp ligt ook het kasteel van Anvaing, eigendom van de grafelijke familie de Lannoy. De verschillende heren van het kasteel waren ook burgemeester van Anvaing:
- François de Lannoy (1769-1835)
  - Gustave de Lannoy (1800-1892)
    - Charles de Lannoy (1828-1901)
      - Philippe de Lannoy (1866-1937)
        - Paul de Lannoy (1898-1980)
        - Baudouin de Lannoy (1905-1985)

De echtgenote van Prins Willem, erfgroothertog van Luxemburg, Stéphanie de Lannoy, kleindochter van genoemde Paul, groeide op op het kasteel.

## Demografische ontwikkeling
- Bronnen: NIS - Opm:1831 t/m 1970=volkstellingen; 1976 = inwonersaantal op 31 december
- 1932: aanhechting van Ellignies-lez-Frasnes

## Bezienswaardigheden
- Het Kasteel van Anvaing
- De Sint-Amanduskerk (Église Saint-Amand), een bakstenen classicistisch kerkgebouw van 1780.

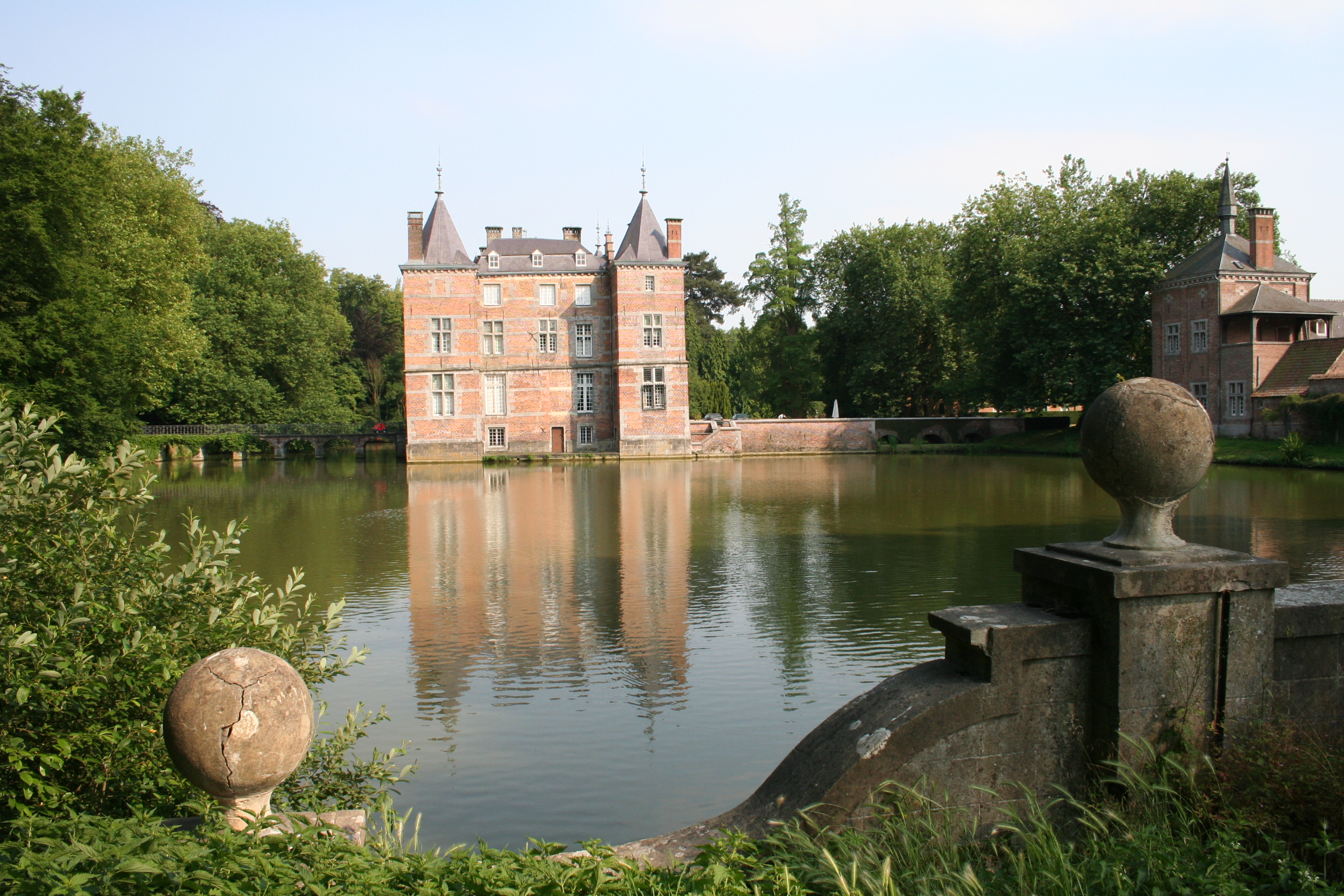
Kasteel van Anvaing

## Natuur en landschap
Anvaing ligt aan de Petite Rhosnes die ter hoogte van het kasteel in de Rhosnes uitmondt. Van groot belang zijn de parken en tuinen rond het kasteel. De hoogte bedraagt 33 meter.

## Nabijgelegen kernen
Ellignies-lez-Frasnes, Ainières, Forest, Cordes, Hacquegnies